# モッソ
モッソ（伊: Mosso）は、イタリア共和国ピエモンテ州ビエッラ県に存在した、人口約1,500人の基礎自治体（コムーネ）。
モッソ・サンタ・マリア(Mosso Santa Maria)とピストレザ(Pistolesa)が合併して1999年1月1日に発足した。
2019年1月1日にソプラーナとトリヴェーロとヴァッレ・モッソと合併し、ヴァルディラーナの一部となった。

## 地理

### 位置・広がり

#### 隣接コムーネ
コムーネとしてのモッソと隣接していたコムーネは以下の通り。
- ビオーリオ
- カンピーリア・チェルヴォ
- ピアット
- トリヴェーロ
- ヴァッランツェンゴ
- ヴァッレ・モッソ
- ヴェーリオ